# ديشون ستيفنز
ديشون ستيفنز (بالإنجليزية: Deshawn Stephens)‏ مواليد 9 أكتوبر 1989 في لوس أنجلوس، هو لاعب كرة سلة أمريكي. بدأ مسيرته الاحترافية في سنة 2013. يلعب مع لوس أنجلوس ديفيندرز في دوري الرابطة الوطنية لفئة التطوير. يحمل الرقم 19. يبلغ طوله 6 قدم 8 بوصة (2.0 م).

## المسيرة الاحترافية
لعب مع هاماماتسو هيجاشيميكاوا فينيكس في موسم 2013–2014، ثم لعب مع أكيتا نورثرن هابينيتس في موسم 2014–2015، ثم لعب مع بانفيت لكرة السلة في الدوري التركي في سنة 2015، ثم لعب مع ريمس شمبانيا في الدوري الفرنسي في سنة 2016، ثم لعب مع أكيتا نورثرن هابينيتس في موسم 2016–2017.

## روابط خارجية
- ديشون ستيفنز على موقع كرة السلة الأوروبية.كوم (الإنجليزية)
- ديشون ستيفنز على موقع كلية كرة السلة في سبورتس رفرنس.كوم (الإنجليزية)
- ديشون ستيفنز على موقع ريلجم (الإنجليزية)
- ديشون ستيفنز على موقع بروبوليرز (الإنجليزية)
- ديشون ستيفنز على موقع سبورتس رفرنس (الإنجليزية)
- ديشون ستيفنز على موقع سبورتس رفرنس (الإنجليزية)